# Kanton Roisel
Kanton Roisel is een voormalig kanton van het Franse departement Somme. Het kanton maakte deel uit van het arrondissement Péronne. Het werd opgeheven bij decreet van 26 februari 2014 met uitwerking in 2015.

## Gemeenten
Het kanton Roisel omvatte de volgende gemeenten:
- Aizecourt-le-Bas
- Bernes
- Driencourt
- Épehy
- Fins
- Guyencourt-Saulcourt
- Hancourt
- Hervilly
- Hesbécourt
- Heudicourt
- Liéramont
- Longavesnes
- Marquaix
- Pœuilly
- Roisel (hoofdplaats)
- Ronssoy
- Sorel
- Templeux-la-Fosse
- Templeux-le-Guérard
- Tincourt-Boucly
- Villers-Faucon
- Vraignes-en-Vermandois